# OWL Arena
Die OWL Arena (von 1993 bis 2020 Gerry Weber Stadion) ist eine Multifunktionsarena mit schließbarem Dach in der nordrhein-westfälischen Stadt Halle (Westf.).

## Geschichte
Der Spatenstich zum Bau des Stadions erfolgte 1992. Seit 1993 findet in der Arena ein Tennisturnier der ATP Tour auf Rasen statt. Ursprünglich hieß das Turnier Gerry Weber Open, von 2019 bis 2021 Noventi Open und seit 2022 Terra Wortmann Open. Darüber hinaus finden ganzjährig Veranstaltungen aus den Bereichen Sport, Musik und Fernsehen in der Arena statt.
Die Zuschauerkapazität ist abhängig von der Art der Veranstaltung und variiert mit Einbau eines erhöhten Bodens. Bei Veranstaltungen auf der Nullebene (Betonsohle) der Arena liegt die Besucherkapazität bei 11.500 Personen, bei eingebautem erhöhtem Boden bei etwa 10.500 Personen. Durch die Installation zweier Heizungssysteme (Infrarotstrahler, Öl/Gasheizung) ist eine ganzjährige Nutzung der Arena möglich. Ein zur Handball-Weltmeisterschaft 2007 im Jahr 2006 erbauter Cateringbereich umgibt auf 2.000 Quadratmetern drei Viertel der Arena und ist unterhalb der Zuschauergalerie gelegen. Das Stadion verfügt über ein zweiteiliges, in 88 Sekunden schließbares Dach.
Seit Mitte Januar 2020 trägt die Mehrzweckarena den Namen OWL Arena. Ein Zusammenschluss aus bisher 13 Sponsoren ist neuer Namensgeber. Die Sponsoren, unter ihnen der Fußballverein Arminia Bielefeld, haben sich für fünf Jahre verpflichtet, um die Attraktivität der Region Ostwestfalen-Lippe (OWL) zu steigern.

## Veranstaltungen

### Sport
Neben dem Tennisturnier war die Halle u. a. Spielstätte für Davis-Cup-Heimspiele (1993, 1994 und 2006) und Spiele der deutschen Handballnationalmannschaft (unter anderem bei der Weltmeisterschaft 2007). Außerdem wurden in der Halle mehrere Basketball-Länderspiele sowie WM-Boxkämpfe ausgetragen. Von 2006 bis 2015 fanden die Endspiele des deutschen Volleyballpokals in Halle statt.

### Konzerte
Neben den Sportveranstaltungen finden auch Konzerte in der OWL Arena statt. So traten u. a. José Carreras, Plácido Domingo, Luciano Pavarotti, José Cura und Anna Netrebko waren ebenso in Halle zu Gast wie Rod Stewart, Andrea Bocelli, Whitney Houston, Eros Ramazzotti oder Elton John. Auch Künstler wie Peter Maffay, Florian Silbereisen, André Rieu, Pur, Andrea Berg oder Sarah Connor traten mehrfach in der Arena auf. Außerdem dient die Halle regelmäßig als TV-Produktionsstätte.

## Technische Daten
| Zuschauerplätze         | OWL Arena: 11.500 Sitzplätze (Tennis), 10.500 Sitzplätze (weitere Sportveranstaltungen, Konzerte mit Mittelbühne), bis zu 8.500 Zuschauer (Konzerte mit Kopfbühne) |
| Zuschauerplätze         | Court 1 : 3.500 (feste Tribüne) + 520 (mobile Tribüne) |
| Zuschauerplätze         | Court 2 : 400 |
| Parkplätze              | Bis zu 3.700 PKW-Stellflächen |
| Öffentlicher Nahverkehr | Haltepunkt Halle (Westf) OWL-Arena, RB 75 Haller Willem |

## Galerie

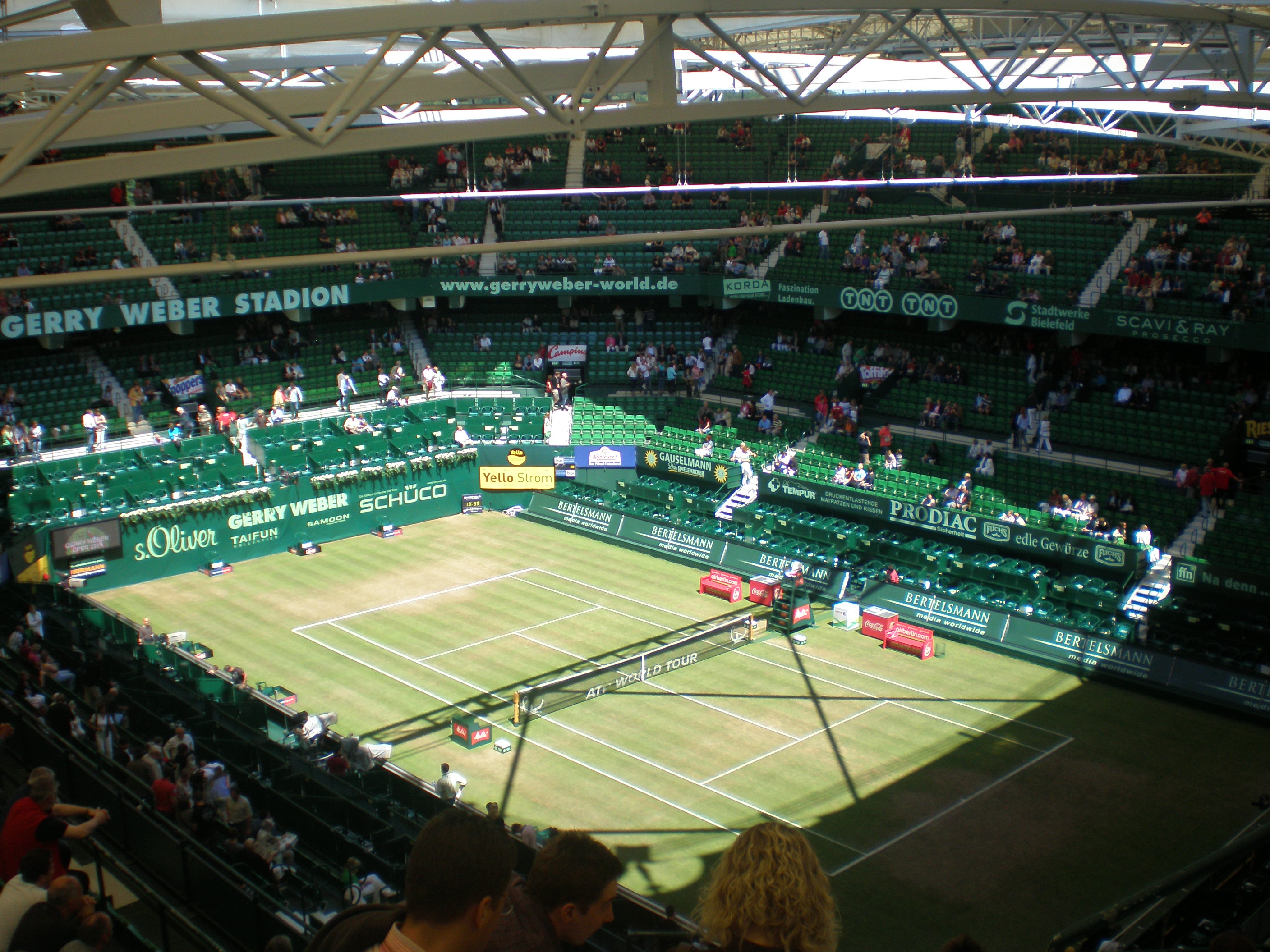
Innenansicht des Stadions während der Gerry Weber Open am 13. Juni 2009.
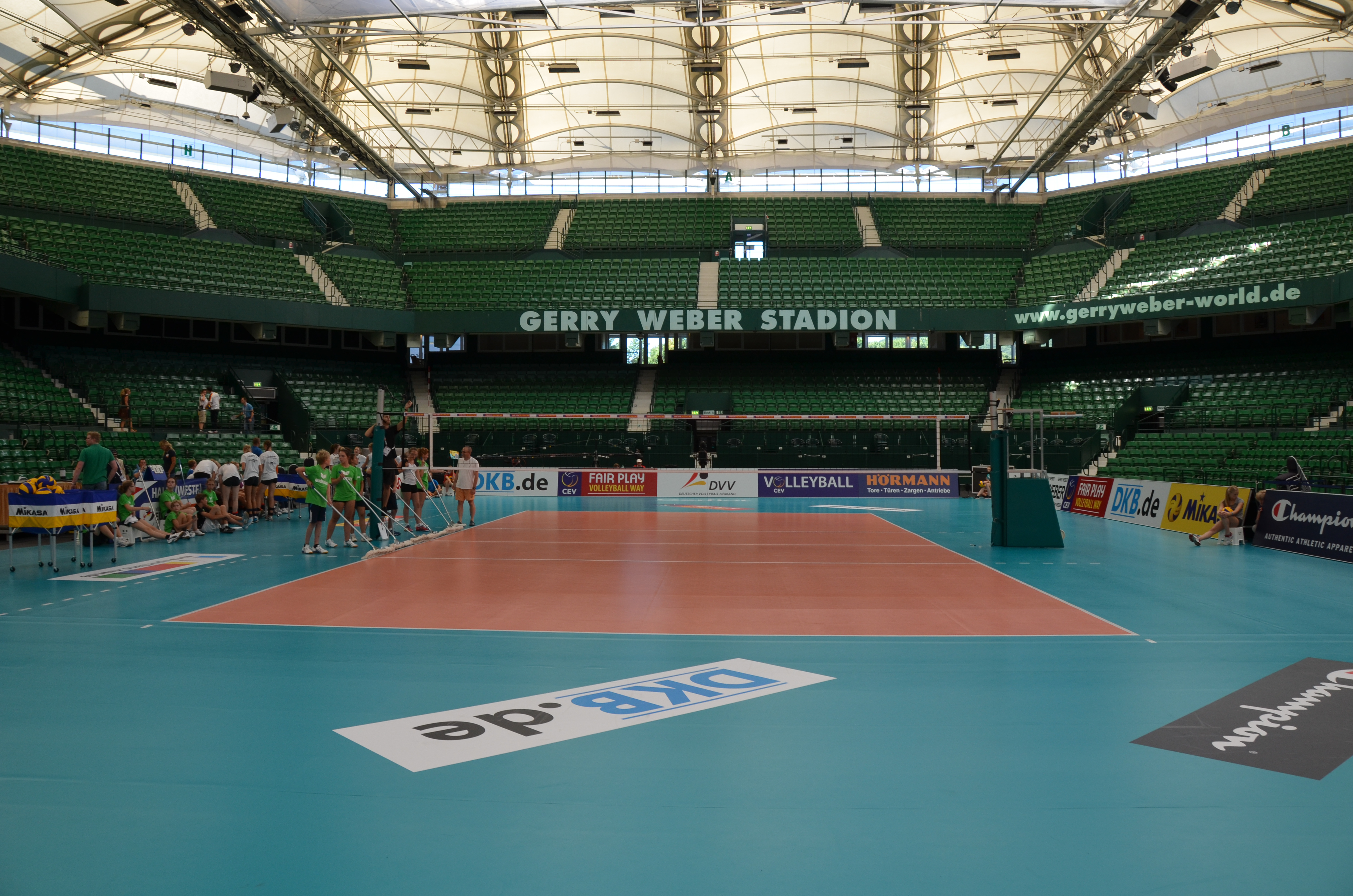
Innenansicht bei der Vorbereitung der Volleyball-Europameisterschaft der Frauen 2013
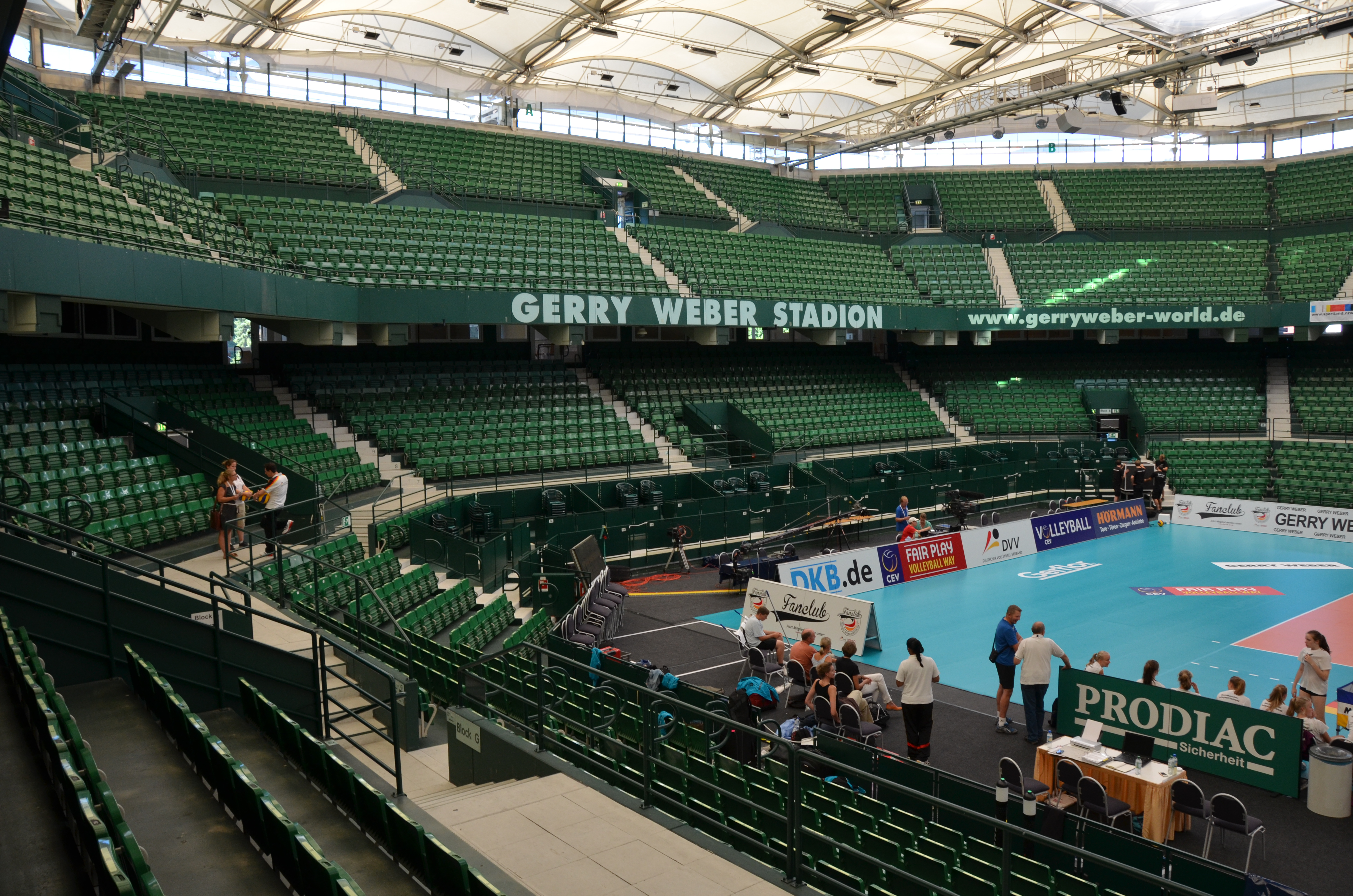
Innenansicht bei der Vorbereitung der Volleyball-Europameisterschaft der Frauen 2013